# Курилла, Иван Иванович
Ива́н Ива́нович Кури́лла (род. 22 марта 1967, Волгоград, РСФСР, СССР) — российский историк-американист, специалист в области истории российско-американских отношений XIX века, а также различных аспектов публичной истории, исторической памяти, исторической политики и роли историков в современном обществе. Доктор исторических наук. Автор работ об отношениях государства и общества в современной России, проблемах высшего образования и новейшей истории Волгограда. Лауреат премии «Просветитель» 2024 года в номинации «Гуманитарные науки».

## Биография
Иван Иванович Курилла родился 22 марта 1967 года в Волгограде. Отец — начальник строительного управления, мать — журналист, редактор волгоградской студии телевидения. Учился в математической школе № 8. Подростком, с 1980 по 1984 годы жил с родителями в Монгольской Народной Республике и окончил школу в Дархане. В июле 1984 года пытался поступить в МГУ, но не прошёл по конкурсу.
В 1991 году окончил исторический факультет ВолГУ. На первом курсе, в 1985 году, был призван в Советскую армию и уволен в запас в 1987 году. Его научным руководителем был историк-американист Александр Кубышкин. В 1990 году на пятом курсе попал в группу по обмену с Кентским университетом (США), где провёл один семестр. После окончания Волгоградского университета преподавал там же.
В 1996 году защитил в ИВИ РАН кандидатскую диссертацию «Дэниел Уэбстер и внешняя политика США в 1840—1850-е годы», в 2005 году там же — докторскую диссертацию «США и Российская империя в 30-50-е годы XIX века: политические, экономические и социокультурные аспекты взаимодействия». До начала 2015 года — заведующий кафедрой международных отношений и зарубежного регионоведения, профессор ВолГУ, руководитель Центра американских исследований «Americana» ВолГУ. В 2015—2024 годах — профессор Европейского университета в Санкт-Петербурге, директор программы регионального сотрудничества ЕУСПб.
В 2008—2015 годах — главный редактор журнала «Вестник Волгоградского государственного университета. Серия 4. История. Регионоведение. Международные отношения» и ежегодника «Americana». Член редколлегии «Американского ежегодника». Соавтор учебного пособия «История Волгоградской земли от древнейших времен до современности», используемого в волгоградских школах.
Работал как приглашённый исследователь в Дартмутском колледже (2001—2002) и Университете Джорджа Вашингтона (2012—2013). В 2024 году был почётным приглашённым профессором колледжа Уэллсли и приглашённым профессором Боудин-колледжа.
Выступает с публичными лекциями и с комментариями в средствах массовой информации по темам исторической политики и российско-американских отношений.

## Общественная деятельность и отклики

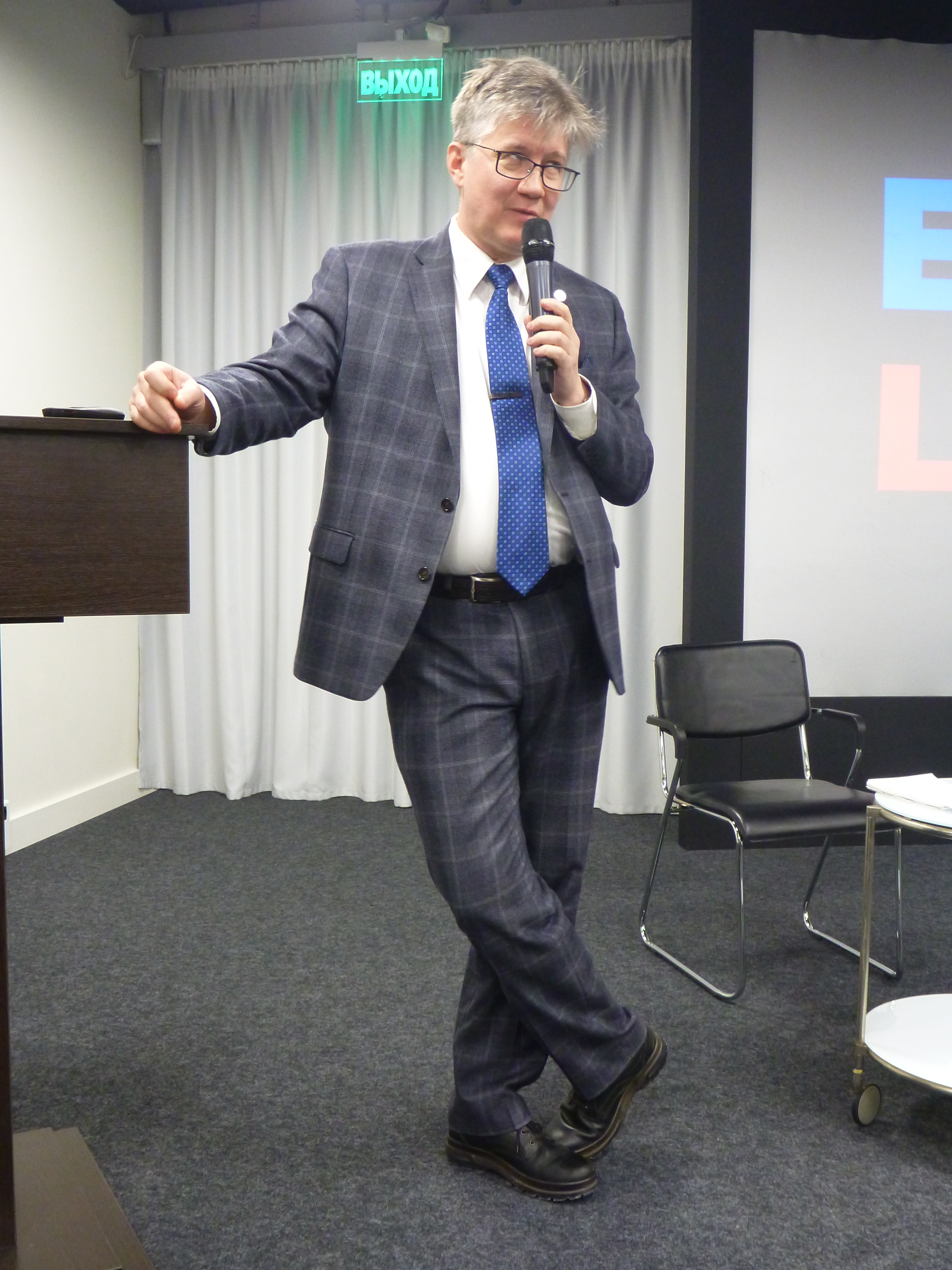
Иван Курилла читает лекцию в Ельцин-центре, 7 февраля 2020 года

В студенческие годы был активистом перестроечной политики в Волгограде, одним из создателей «Волгоградской студенческой ассоциации».
В марте 2010 года подписал обращение «Путин должен уйти».
В ноябре 2012 года в своём блоге в «Живом журнале» сообщил о том, что в ряде диссертаций, защищённых в диссертационном совете МПГУ, указаны несуществующие статьи, что стало одним из первых шагов к разворачиванию скандала с «фальшивыми диссертациями», привело к закрытию диссовета, лишению нескольких человек учёных степеней и способствовало созданию сообщества «Диссернет». В феврале 2014 года стал одним из членов-учредителей Вольного исторического общества. Неоднократно публиковал статьи в СМИ либеральной направленности.
В связи с развернувшимся «диссертационным скандалом» учёный секретарь Национального комитета российских историков Денис Секиринский сказал в интервью изданию STRF: «Есть отдельные историки, которые активно проявляют свою гражданскую позицию, как, например, Иван Курилла из Волгограда, но таких очень мало».
В начале 2015 года Курилла участвовал в конкурсе на замещение вакантной должности профессора факультета свободных искусств и наук СПбГУ. В середине процесса конкурс на должность был отменён администрацией университета, объяснившей решение технической ошибкой при его объявлении. Петиция в адрес ректора СПбГУ с требованием восстановить конкурсную процедуру в течение недели собрала более 15 тысяч подписей. Временный контракт с Иваном Куриллой был продлён до конца семестра, но ставка профессора возвращена не была.
В октябре 2016 года Курилла попал в список из 13 человек, предложенных Михаилом Ходорковским в качестве возможных кандидатов в президенты в проекте «вместо Путина».
В феврале 2022 года подписал открытое письмо российских учёных и научных журналистов с осуждением вторжения России на Украину и призывом вывести российские войска с украинской территории.
В марте 2024 года стало известно об увольнении Ивана Куриллы из Европейского университета «за прогулы». Сам историк утверждал, что его отъезд в творческий отпуск был согласован и отменён лишь в последний момент.

## Основные работы

### Книги
- Американцы и все остальные: Истоки и смысл внешней политики США. — М.: Альпина Паблишер, 2024. — 320 с. — ISBN 978-5-9614-8142-6. (Книга-победитель премии «Просветитель» 2024 года в номинации «Гуманитарные науки»[19]).
- Битва за прошлое: Как политика меняет историю. — М.: Альпина Паблишер, 2022. — 232 с. — ISBN 978-5-9614-7245-5 (Книга-финалист премии «Просветитель» 2022 года в номинации «Политпросвет»).
- Понимая Америку. — М.: Школа гражданского просвещения, 2020. — 140 c. — (Своевременная мысль) — ISBN 978-5-93895-127-3.
- Заклятые друзья. История мнений, фантазий, контактов, взаимо(не)понимания России и США. — М.: Новое литературное обозрение, 2018. — 424 c. — (Что такое Россия). — ISBN 978-5-4448-0718-7.
- История, или Прошлое в настоящем. — СПб: Издательство Европейского университета в Санкт-Петербурге, 2017. — Вып. 5. — (Азбука понятий). — ISBN 978-5-94380-236-2 (Книга-финалист премии «Просветитель» 2017 года[20]) (Второе издание 2018. ISBN 978-5-94380-252-2).
- Заокеанские партнёры: Америка и Россия в 1830—1850-е годы. — Волгоград: Издательство Волгоградского государственного университета, 2005. — ISBN 5-9669-0078-7.
- Некоммерческий сектор г. Волгограда: состояние и перспективы развития. (в соавт. с Т. В. Каменской, И. С. Кушнерук). — Волгоград: Издательство Волгоградского университета, 1999. — ISBN 5-85534-223-9.
- «Войти в круг великих держав…»: Дэниел Уэбстер и внешняя политика США в середине XIX века. — Волгоград: Издательство Волгоградского государственного университета, 1997. — ISBN 5-85534-118-6.

### Переводы, редактирование и публикации источников
- Андерсон П. Родословная абсолютистского государства. / Пер. с английского Ивана Куриллы. — М.: Территория будущего, 2010. — 512 с. — (Университетская библиотека Александра Погорельского). — ISBN 978-5-91129-071-9
- Carl W. Ackerman. Trailing the Bolsheviki: Twelve Thousand Miles with the Allies in Siberia / Edited and Annotated by Ivan Kurilla. — Bloomington, Indiana: Slavica, 2020. — xxv, 176 p. (Americans in Revolutionary Russia. Vol.13). — ISBN 978-0-89357-704-9
- Патенод, Бертран. Большое шоу в стране большевиков: Деятельность Американской администрации помощи в Советской России во время голода 1921 года. / Пер. с англ. Ольги Чумичевой. Научный редактор Иван Курилла. — СПб: Издательство Европейского университета в Санкт-Петербурге, 2024. — 928 с. — (Серия «Эпоха войн и революций»; вып. 20). — ISBN 978-5-94380-373-4

### Сборники научных статей (составление и редактирование)
- Russian/Soviet Studies in the United States, Amerikanistika in Russia: Mutual Representations in Academic Projects / Edited by Ivan Kurilla and Victoria I. Zhuravleva. — Lanham, Maryland: Lexington Books, 2016. — 286 p. — ISBN 978-1-4985-1798-0
- Историческая разметка пространства и времени — Волгоград: Издательство Волгоградского государственного университета, 2014. — ISBN 978-5-9669-1366-3
- Кто боится учебника истории? — Волгоград: Издательство Волгоградского государственного университета, 2013. — ISBN 978-5-9669-1133-1
- Память и памятники. — Волгоград: Издательство Волгоградского государственного университета, 2012. — ISBN 978-5-9669-0959-8
- Россия «двухтысячных»: стереоскопический взгляд / Под общей ред. Генри Хейла и Ивана Куриллы. — М.: Планета, 2011. — ISBN 978-5-91658-268-0.
- Россия и США на страницах учебников: опыт взаимных репрезентаций / Под ред. В. И. Журавлевой, И. И. Куриллы — Волгоград: Издательство Волгоградского государственного университета, 2009. — ISBN 978-5-9669-0591-0
- Судьба исторической науки в современной Восточной Европе. — Волгоград: Издательство Волгоградского государственного университета, 2009. — ISBN 978-5-9669-0572-9
- Демократия или авторитаризм? Становление новых политических режимов в Европе в XIX—XX веках. — Волгоград: Издательство Волгоградского государственного университета, 2008. — ISBN 978-5-9669-0485-2
- История края как поле конструирования региональной идентичности. — Волгоград: Издательство Волгоградского государственного университета, 2008. — ISBN 978-5-9669-0518-7
- Международная интеграция российских регионов / Отв. ред. И. И. Курилла. — М.: Логос, 2007. — ISBN 978-5-98704-262-3.
- Americana. — Вып. 10—16. (2009—2020).

### Статьи и главы в коллективных монографиях
- «Дипломат поневоле»: страницы биографии Николая Васильевича Новикова // Вестник Волгоградского государственного университета. Серия 4, История. Регионоведение. Международные отношения. — 2024. — Т. 29, № 1. — С. 87-101. (В соавт. с А. И. Кубышкиным).
- Региональное сопротивление попытке переворота в августе 1991 года: случай Волгограда // Вестник РГГУ. Серия «Политология. История. Международные отношения». — 2021. — № 4. — С. 87-107.
- Переосмысление Гражданской войны в современном американском обществе // Американский ежегодник, 2021. — М.: Весь мир, 2021. — С.337-350.
- История как язык политики // Новое прошлое. — 2021. № 1. — С. 104—126.
- 75 лет Холодной войны // Вестник Европы. — 2021. — Т. 56.
- Реставрация «Холодной войны»: внутренние перспективы внешней политики в России и в США // Знамя конфронтации. За что и почему Россия воюет с Западом? / Под ред. Кирилла Рогова. — Москва: Либеральная миссия, 2021. — C. 43—50.
- Политика памяти: вариант США // Известия Алтайского государственного университета. — 2020. — № 6(116). — С. 29—34.
- Рабство, крепостное право и взаимные образы России и США // Новое литературное обозрение. — 2016. — № 6 (142). — С. 425—440.
- Перед судом — история: Вторая мировая война в европейской памяти XXI века // Россия в глобальной политике. — 2015. — № 5 (Сентябрь — октябрь). — С. 90—100.
- Тысячеликая Америка // Отечественные записки. — 2014. — № 4 (61).
- История и память в 2004, 2008 и 2014 годах // Отечественные записки. — 2014. — № 3 (60).
- Сталинград по праздникам: неустойчивый хронотоп постсоветского общества // Историческая разметка пространства и времени / Под ред. И. И. Куриллы. — Волгоград: Издательство ВолГУ, 2014. — С.5—11.
- Лоскутное одеяло истории или историческое сообщество в эпоху политизации его академического поля // Ab Imperio. — 2013. — № 2.
- О «внутренних» и «внешних» коммуникациях в сообществе историков // Российская история. — 2013. — № 1.
- Изучение истории международных отношений в социокультурном контексте // Новая и новейшая история. — 2012. — № 6.
- Историческая память и публичная коммеморация // Память и памятники / Под ред. И. И. Куриллы. — Волгоград: Издательство ВолГУ, 2012. — С.4—12.
- Историк в региональном вузе на перекрестке сообществ // История. Электронный научно-образовательный журнал. — 2010. — № 1.
- Американо-канадская граница: исторический очерк // Дружественный рубеж: канадско-американское приграничное сотрудничество / Под ред. А. И. Кубышкина и В. И. Соколова. — М., Волгоград: Издательство ВолГУ, 2007.
- Кассиус Клей — американский посланник в России в период Гражданской войны в США // История: перекрестки и переломы. — Волгоград: Издательство «Перемена», 2007. — С. 406—415.
- Бэйард Тэйлор и Россия // Российско-американские отношения в прошлом и настоящем: Образы, мифы, реальность. — М.: РГГУ, 2007. — С. 107—122.
- Образ России в США в 1840—1850-е гг. // 200 лет российско-американских отношений: наука и образование / Под ред. А. О. Чубарьяна и Б. А. Рубла. — М.: ОЛМА Медиа групп, 2007. — С. 22-36.
- Наука, «национальная мифология» и конструирование идентичности: размышления над школьным учебником истории // Вестник Института Кеннана в России. — Вып. 4. — 2003.
- Американские дипломаты 1840-х годов о Российской империи // США. Канада: экономика, политика, культура.— 2003. — № 3. — С. 72-86
- Споры о внешней политике США в начале 40-х годов XIX в.: Дж. Тайлер и Д. Уэбстер // Вопросы истории. — 2002. — № 10. — С. 118—130.
- Чарльз Стюарт Тодд — американский посланник в России (1841—1846) // Русское открытие Америки: Сборник статей, посвящённый 70-летию академика Николая Николаевича Болховитинова. — М.: РОССПЭН, 2002. — С. 267—279.
- США и Крымская война: уроки для России // Мир и Россия на пороге XXI века: Вторые Горчаковские чтения. МГИМО МИД России (23-24 мая 2000 г.) — М.: РОССПЭН, 2001. — С. 452—456.
- Understanding the Immortal Regiment: Memory Dualism in a Social Movement // Europe-Asia Studies. — 2023 — DOI: 10.1080/09668136.2023.2197179
- Presentism, Politicization of History, and the New Role of the Historian in Russia // The Future of the Soviet Past: The Politics of History in Putin’s Russia / Ed. by Anton Weiss-Wendt and Nanci Adler. — Bloomington, IN.: Indiana University Press, 2021. — P.29-47.
- Debates about Russia, America, and new world order: four books from the 1850s // Вестник Волгоградского государственного университета. Серия 4: История. Регионоведение. Международные отношения. — 2021. — Т. 26, № 5. — С. 225—231.
- Reusing Soviet History Books: The Role of World War II in Russian Domestic Politics and Academia // The Journal of Slavic Military Studies. — 2020. — Vol. 33. # 4. — P. 502—507.
- The «Immortal Regiment»: A "Holiday Through Tears, " a Parade of the Dead, or a Mass Protest? Arguments Over the Meaning and Future of a New Holiday Ritual // Russian Politics & Law. — 2020. — Vol. 57, # 5-6. — P. 150—165.
- Allied Intervention From Russia’s Perspective: Modern-Day Interpretations // The Journal of Slavic Military Studies. — 2019. — Vol. 32. # 4. — P. 570—573.
- George Frost Kennan and Russian-American Relations // A Kennan for Our Times: Revisiting America’s Greatest 20th Century Diplomat in the 21st Century / Edited by Michael Kimmage and Matthew Rojansky. — Washington, D.C.: Wilson Center, Kennan Institute, 2019. — P. 151—163.
- Russia, Trump, and the United States: The Uses of the Other in a Political Crisis // The New World Disorder: Challenges and Threats in an Uncertain World / Ed. by J.L. Black et al. — Lanham: Lexington Books, 2019. — P.129—136.
- Russia’s View on Obama’s Presidency: From Hope to Disappointment // The World Views of the Obama Era: From Hope to Disillusionment. Ed. Matthias Maass. — Palgrave Macmillan, 2018. — P. 113—139. (with Victoria I. Zhuravleva)
- Shaping New Narratives: How New Histories Are Created // The Return of the Cold War: Ukraine, The West and Russia / Ed. J. L. Black et al. — London and New York: Routledge, 2016. — P. 195—200.
- Abolition of Serfdom in Russia and American Newspaper and Journal Opinion // New Perspectives on Russian-American Relations / Edited by William Benton Whisenhunt and Norman E. Saul. — New York: Routledge, 2016. — P. 64—73.
- «Russian celebrations» and American debates about Russia in 1813 // Nationalities Papers: The Journal of Nationalism and Ethnicity. — 2016. — Vol. 44. — No. 1. — P. 114—123.
- Reflections from Russia (chapter 9) // Historians across Borders: Writing American History in a Global Age / Ed. by Nicolas Barreyre, Michæl Heale, Stephen Tuck, Cécile Vidal. — University of California Press, 2014. — P. 174—180.
- An Assessment of John Lewis Gaddis’s George F. Kennan: An American Life // Journal of Cold War Studies. — Volume 15. — Number 4. — Fall, 2013. — P. 189—195.
- Teaching U.S. History in Russia: Issues, Challenges, and Prospects // Journal of American History. — 2010. — March. — Vol. 96. — No. 4. — P. 1138—1144. (with Victoria Zhuravleva)
- The Symbolic Politics of the Putin Administration // Casula P., Perovich J. (eds.) Identities and Politics During the Putin Presidency: The Discursive Foundations of Russia’s Stability. — Stuttgart: ibidem-Verlag, 2009. — P.255 — 269.
- Civil Activism without NGOs: The Communist Party as a Civil Society Substitute // Demokratizatsiya: The Journal of Post-Soviet Democratization. — 2002. — Summer. — Vol. 10. — No. 3.